# Saint-Germain-d'Aunay
Saint-Germain-d'Aunay är en kommun i departementet Orne i regionen Normandie i nordvästra Frankrike. Kommunen ligger i kantonen Vimoutiers som tillhör arrondissementet Argentan. År 2022 hade Saint-Germain-d'Aunay 117 invånare.

## Befolkningsutveckling
Antalet invånare i kommunen Saint-Germain-d'Aunay
| Referens: INSEE |